# Jermaine Paul
Jeremiah Jermaine Paul (Harriman, Nueva York, 26 de julio de 1979), más conocido como Jermaine Paul es un cantante, compositor y multiinstrumentista de R&B, Soul, Rock y Góspel. Fue el ganador de la segunda temporada del reality estadounidense The Voice. Antes de su participación en The Voice, fue conominado a la edición n.º 48 de Premios Grammy en la categoría Mejor Interpretación R & B por un Dúo o Grupo con Voz, en una colaboración con Alicia Keys como artista invitado. 

## Primeros años
Jeremiah Jermaine Paul nació el 26 de julio de 1978, en Harriman, Nueva York, y creció en Spring Valley. Él es el quinto de diez hijos. "Mientras que en Spring Valley, su padre se aseguró que sus hijos no se metieran problemas y se alejarán de los drogas al convertir la sala de su casa en una zona de interpretación musical, la revista SUCCESS escribió "Estaba lleno instrumentos como piano, batería y guitarras-y algunos de los niños, incluyendo Jermaine, formaron un grupo para interpretar canciones góspel en iglesias locales." En el momento en que él tenía 12 años, comenzó a adquirir una reputación para cantar en iglesias locales y concursos de talentos con su familia. Jermaine se unió a coros de adultos.
A la edad de 2, Jermaine y su hermano (Charles Paul) se mudaron a Alabama con su abuelo. Allí, se interesó por la guitarra. Tocó la vieja guitarra Gibson de su abuela en la iglesia local. Con un poco de conocimiento en guitarra, y el anhelo de regresar en Nueva York, escribió su primera canción.
A la edad de 14. se mudó hasta el estado de Harriman (Hudson Valley). Allí asistió al Monroe-Woodbury High School y descubrió el rock y el jazz. Mientras que tomaba lecciones de guitarra fue seleccionado para ser parte del coro de todo el estado, y el conjunto de voces de alta escuela de formación clásica.

## Carrera musical
A la edad de 15, Paul se unió a un grupo cuarteto llamado 1Accord firmando con el sello de la estrella de basketball Shaquille O'Neal T.W.Is.M Records. Él comenzó a escribir y producir sus propias canciones. Paul audiciono para la primera temporada de American Idol pero no recibió ninguna llamada por parte de los productores. Él empezó a grabar voces de fondos para artistas como Alicia Keys, Mary J. Blige, Joss Stone, Blackstreet y Jaguar Wright.

### The Voice
En 2012, audiciono para la segunda temporada del reality estadounidense The Voice cantando «Complicated» de Avril Lavigne. Dos de los cuatro jueces (Blake Shelton and Cee Lo Green) voltearon sus sillas, haciendo que Paul escogiera formará parte del equipo de Blake Shelton.
Paul fue el ganador de la segunda temporada junto a Juliet Simms como subcampeona.

### Después de The Voice
Su canción ganadora, un cover de «I Believe I Can Fly» alcanzó el puesto #83 en el Billboard Hot 100 en Estados Unidos. La siguiente canción «Soul Man», junto con su entrenador Blake Shelton, alcanzó la posición #108 quedando fuera del Hot 100.

## Discografía
| Álbumes de estudio - 2014: TBA | Sencillos - 2012: «I Believe in This Life» |